# Kapitan Dimitrovo, Dobrici
Kapitan Dimitrovo (în bulgară Капитан Димитрово, în română Cadiul) este un sat în comuna Krușari, regiunea Dobrici, Dobrogea de Sud, Bulgaria. 
Între anii 1913-1940 a făcut parte din plasa Traian a județului Constanța, România.

## Demografie
Componența etnică a satului Kapitan Dimitrovo
     Turci (96,47%)
     Nicio identificare (0%)
     Altele (3,52%)
La recensământul din 2011, populația satului Kapitan Dimitrovo era de 85 locuitori. Din punct de vedere etnic, majoritatea locuitorilor (96,47%) erau turci. Pentru 0% din locuitori nu este cunoscută apartenența etnică.